# Japanse tuin
Een Japanse tuin (Kanji: 日本庭園, nihon teien) is een tuin in traditioneel Japanse stijl. Ze komen voor bij privé stukjes grond, wijken, stadsparken, Boeddhistische tempels en bij landschapskenmerkende gebouwen zoals oude kastelen.
Het concept van de Japanse tuin is afgeleid van de Chinese tuin en werd samen met het Taoïsme in Japan geïntroduceerd. De eerste Chinese tuinen werden rond 700 na Chr. in Japan aangelegd. In de eeuwen hierna maakte deze manier van tuinontwerpen haar eigen ontwikkeling door. Het idee van hoe een zo'n tuin eruit zou moeten zien bereikte haar huidige vorm in de Edoperiode.
Het idee achter de Japanse tuin is dat een geperfectioneerd, natuurlijk ogend landschap wordt aangelegd. De bezoeker ziet heuvels, bomen, mos, watervallen, rotsen, eilandjes en bruggen. In het water zijn vaak koi-vissen en schildpadden te vinden. De tuinen zijn bedoeld voor wandelingen en contemplatie. In veel tuinen zijn lantaarns geplaatst, die meestal van steen zijn en verdekt opgesteld. Bij een wandeling zijn steeds andere onderdelen van de tuin te zien. 
Japanse tuinen vergen veel onderhoud, wat echter niet benadrukt wordt. De plek van elke schijnbaar lukraak geplaatste steen of boom is weloverwogen. De tuin wekt de indruk dat deze natuurlijk is ontstaan. In veel tuinen is een theehuis te vinden.

## Principes
Ook al zijn er verschillende tuinsoorten, toch zijn een aantal principes hetzelfde:
MiniaturiseringOok het miniaturisering van de natuur speelt vaak een rol en daarom worden nogal eens bonsaibomen geplaatst. Miniaturisering wordt toegepast om de tuin groter te laten lijken of om grote dingen, zoals bergen en de zee, in het landschap op te kunnen nemen.
MiegakureOftewel verbergen en ontdekken In veel tuinen is het niet de bedoeling dat je het gehele landschap in één keer kunt overzien. Tijdens de wandeling ontdek je steeds nieuwe delen van het landschap die vanaf andere plekken verborgen blijven.
ShakkeiOftewel het lenen van een landschap. De tuin moet harmonisch overlopen in het omringende landschap waardoor de tuin groter lijkt. Bij kleine tuinen wordt vaak gebruikgemaakt van doorkijkjes.
GeluidOok geluid speelt een rol in de Japanse tuinen. Zo is er de shishi-odoshi. Dit is een bamboe houder die gevuld wordt door een waterstraal. Elke als keer deze vol is valt deze om en slaat tegen een steen. Oorspronkelijk diende de shishi-odoshi als vogelverschrikker. Een ander voorbeeld is de Suikinkutsu. Dit is een klein ondergronds waterreservoir waar water in druppelt. Doordat er een aardewerken pot overheen geplaatst is is er een zacht gegalm in de tuin te horen. Deze wordt zo afgedekt dat deze niet meer zichtbaar is en alleen nog hoorbaar.
AsymmetrieIn tegenstelling tot veel Europese tuinontwerpen is de tuin nooit symmetrisch.

## Typen tuinontwerpen
- In de watertuin staat de vijver centraal. Deze is groot, bevat vaak een eiland met één of meerdere bruggen ernaartoe. De gebouwen grenzen vaak aan het water of zijn zelfs over het water heen gebouwd.
- In de paradijstuin wordt een geperfectioneerd landschap gecreëerd, geïnspireerd op het paradijs uit het Boeddhisme. In deze tuinen is vaak een Boeddhabeeld en een lotusvijver te vinden.
- Zentuinen of rotstuinen zijn bedoeld voor meditatie en contemplatie. Ze werden populair door het werk van de monnik Musō Soseki (1275 - 1351). Deze tuinen bestaan voor het grootste deel uit een vlak landschap met kiezelstenen waarin grote rotsblokken zijn geplaatst. De kiezelstenen zijn in een patroon geharkt. Ook dit harken is bedoeld als voorbereiding op de meditatie. De tuinen stralen rust uit. Alleen de Zentuin mag je in één keer kunnen overzien. Ze zijn vaak omgeven door een glooiend grasland.
- De theetuin is bedoeld voor de Japanse theeceremonie. Deze tuinen bestaan uit een buitenste, een binnenste tuin en een theehuis. Beide tuinen hebben een toegangspoort. In de buitenste tuin worden de gasten ontvangen en wachten ze om binnengelaten te worden. Vervolgens komen ze in de binnenste tuin waar ze zich voorbereiden op de theeceremonie. Hierna gaan ze het theehuis binnen.
- Mostuinen zijn te vinden in steden of landstreken met een hoge luchtvochtigheid. Door gevallen bladeren steeds te verwijderen blijft de moslaag gezond. Het beroemdste voorbeeld is de Mostempel (Saiho-ji in Kyoto). In Nederland is er de mostuin op het landgoed Clingendael[1]
- De wandeltuin is bedoeld om een wandeling door een landschap te maken. Hier is het principes van miegakure: (verbergen en ontdekken) en Shakkei: (lenen van het landschap) heel belangrijk.
- De binnenplaatstuin is een vreemde eend in de bijt. Doordat de tuin omsloten wordt, worden de principes op een hele andere manier toegepast.
- De kluizenaarstuin is bedoeld om je in terug te kunnen trekken. Ze werden o.a. aangelegd bij mensen die verstoten waren. De tuinen hebben veel bomen en slingerpaden en zijn omgeven door een heg.

Japanse tuin, 日本庭園
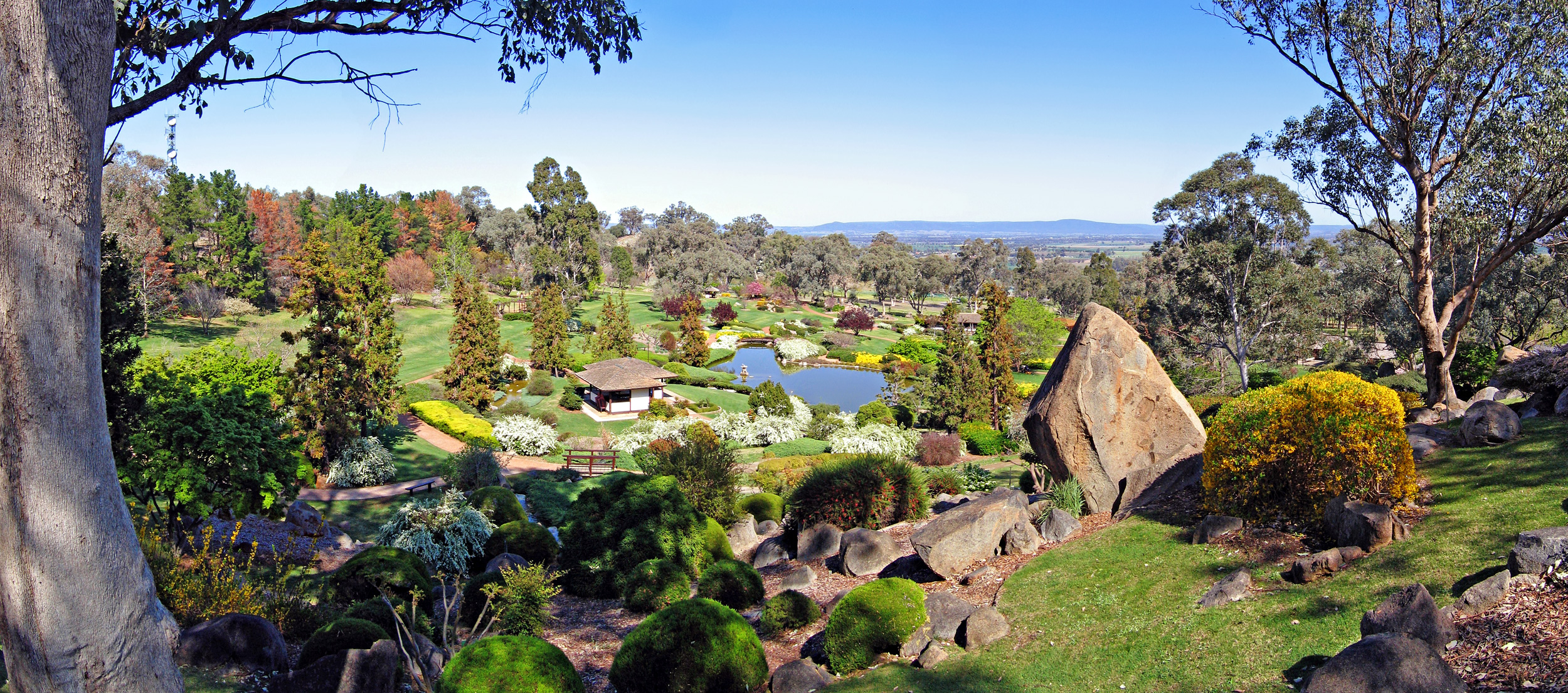
Het uitzicht vanaf de Symbolic-berg in Cowra laat veel typische elementen zien van een Japanse tuin
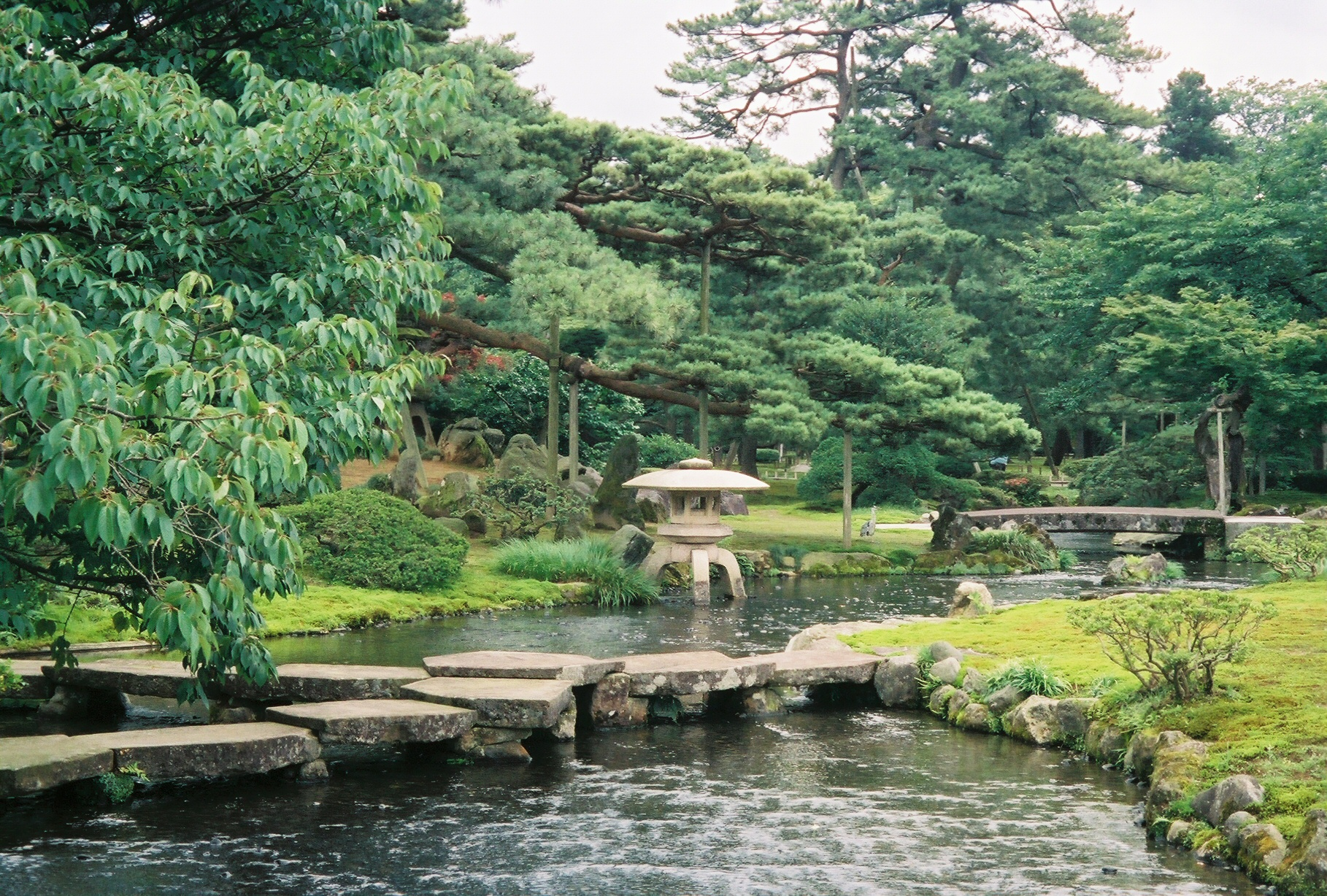
Een Japanse tuin met water, brug en lantaarn (yukimigata tōrō)
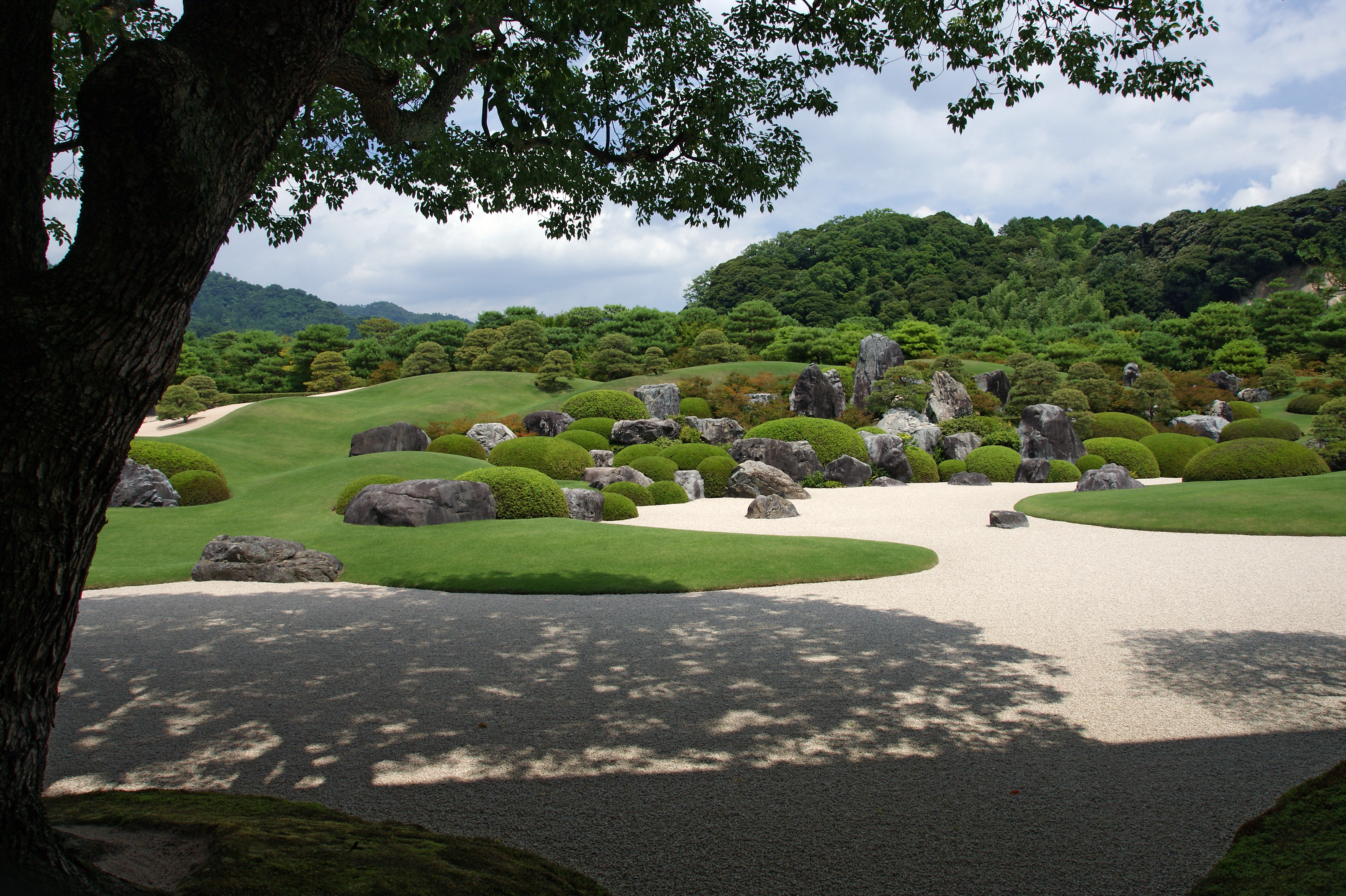
Zentuin bij het Adachi Museum of Art
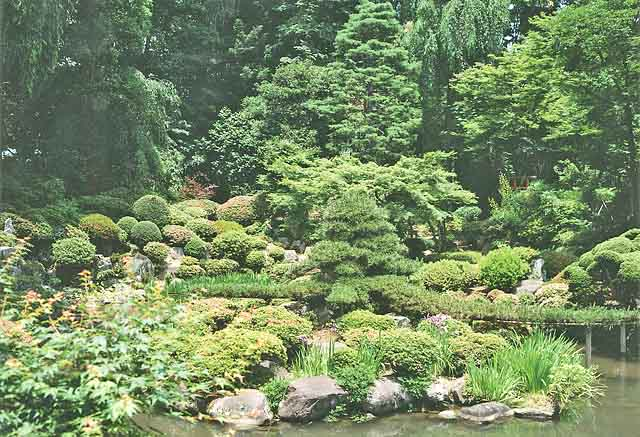
Deze tuin heeft een overvloed aan planten, waaronder de seizoensbloemen
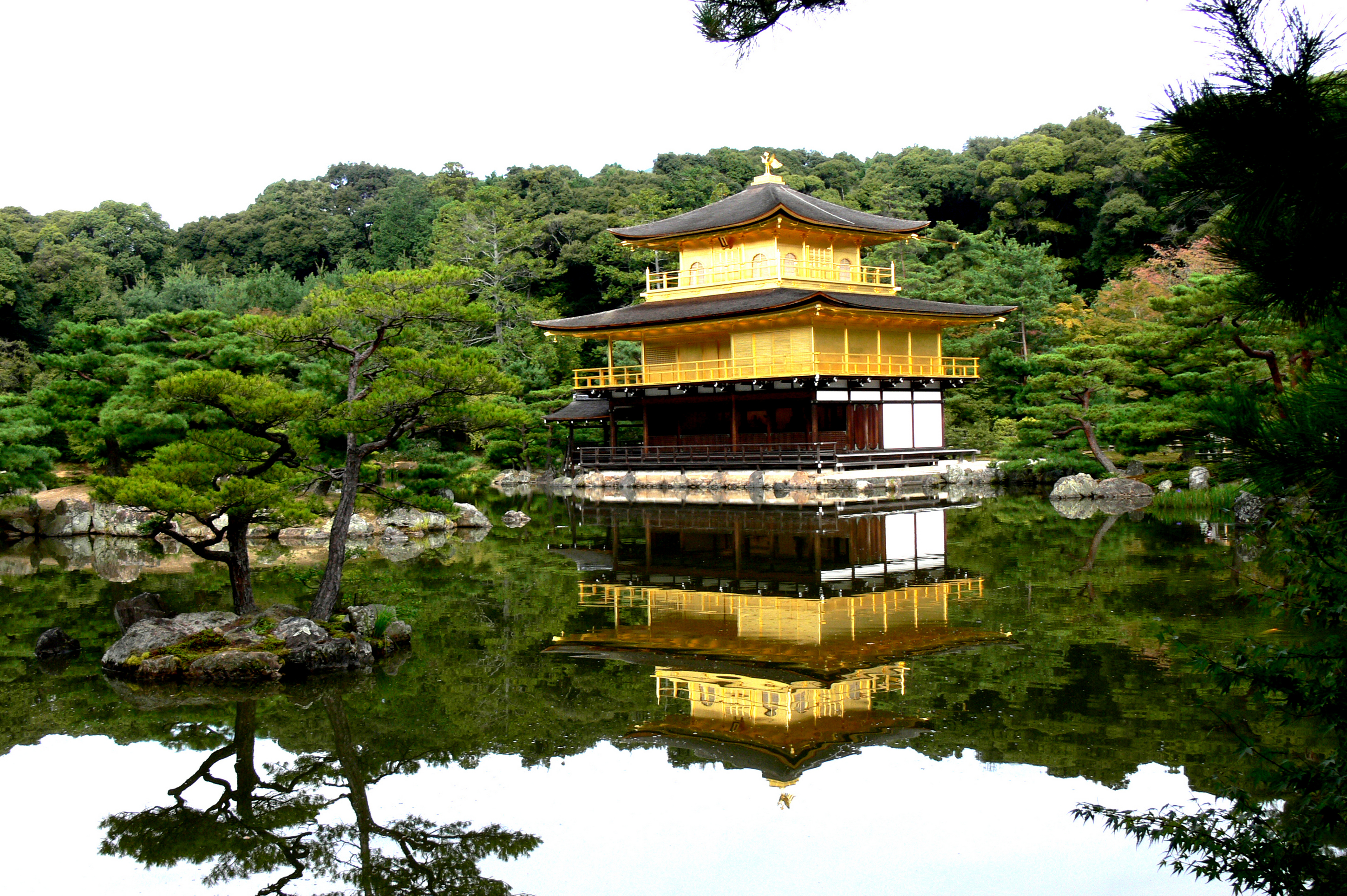
De Kinkaku-jitempel in een vijver in een Japanse tuin
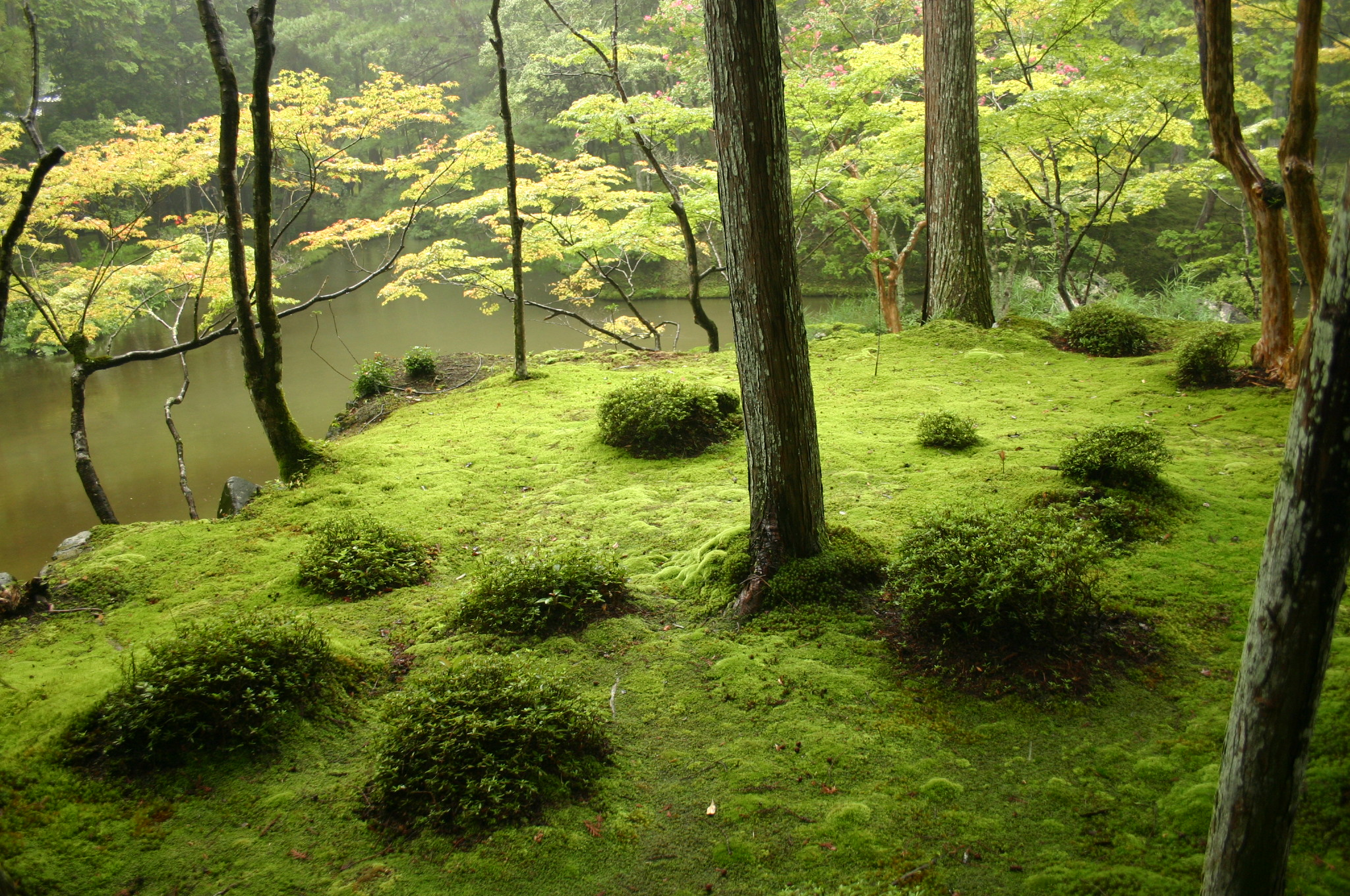
Mostuin bij de Saihō-ji-tempel in Kioto. Deze tuin bestaat al sinds 1339.
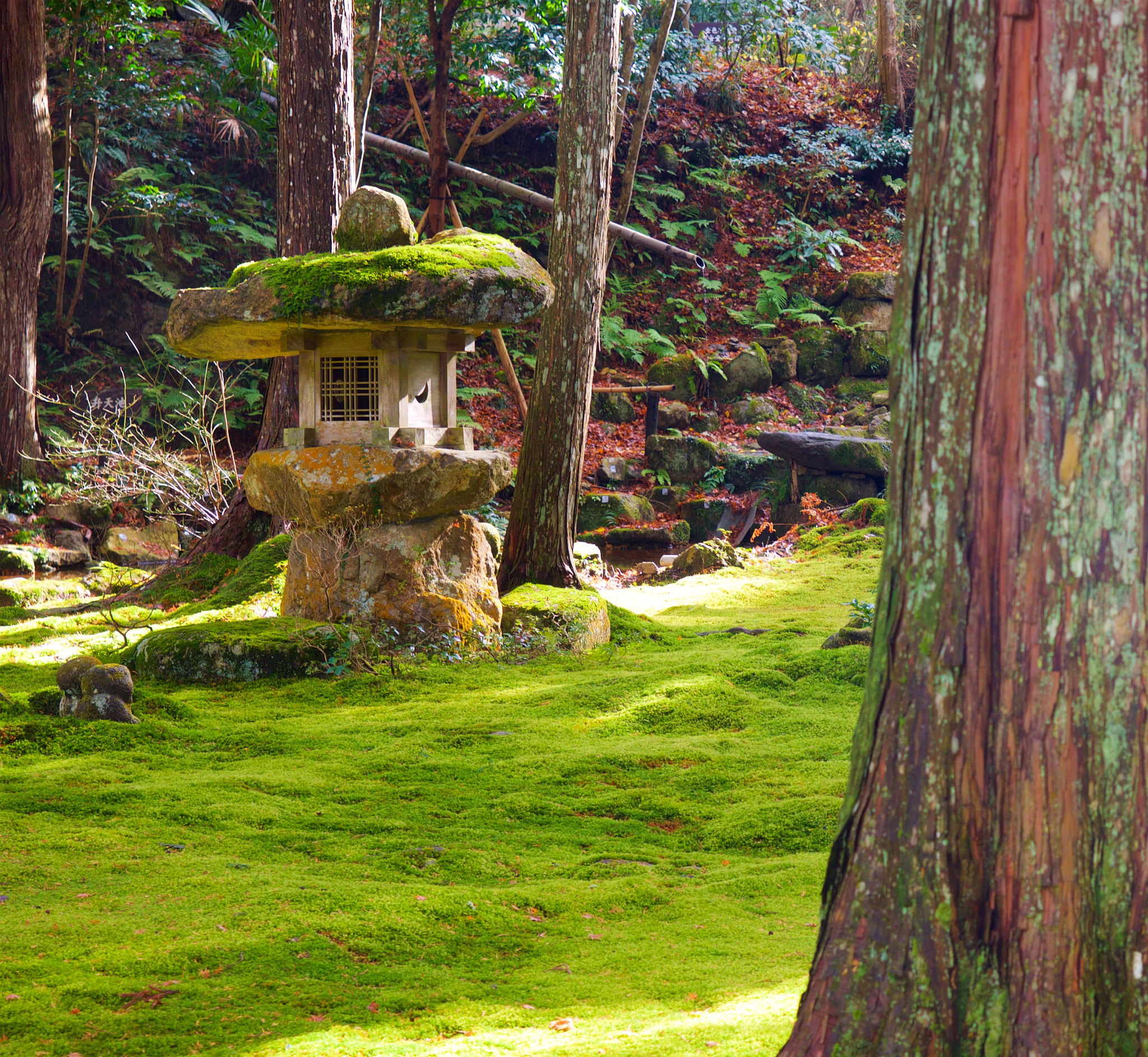
Een mostuin met een nozura-dōrō (lantaarn)
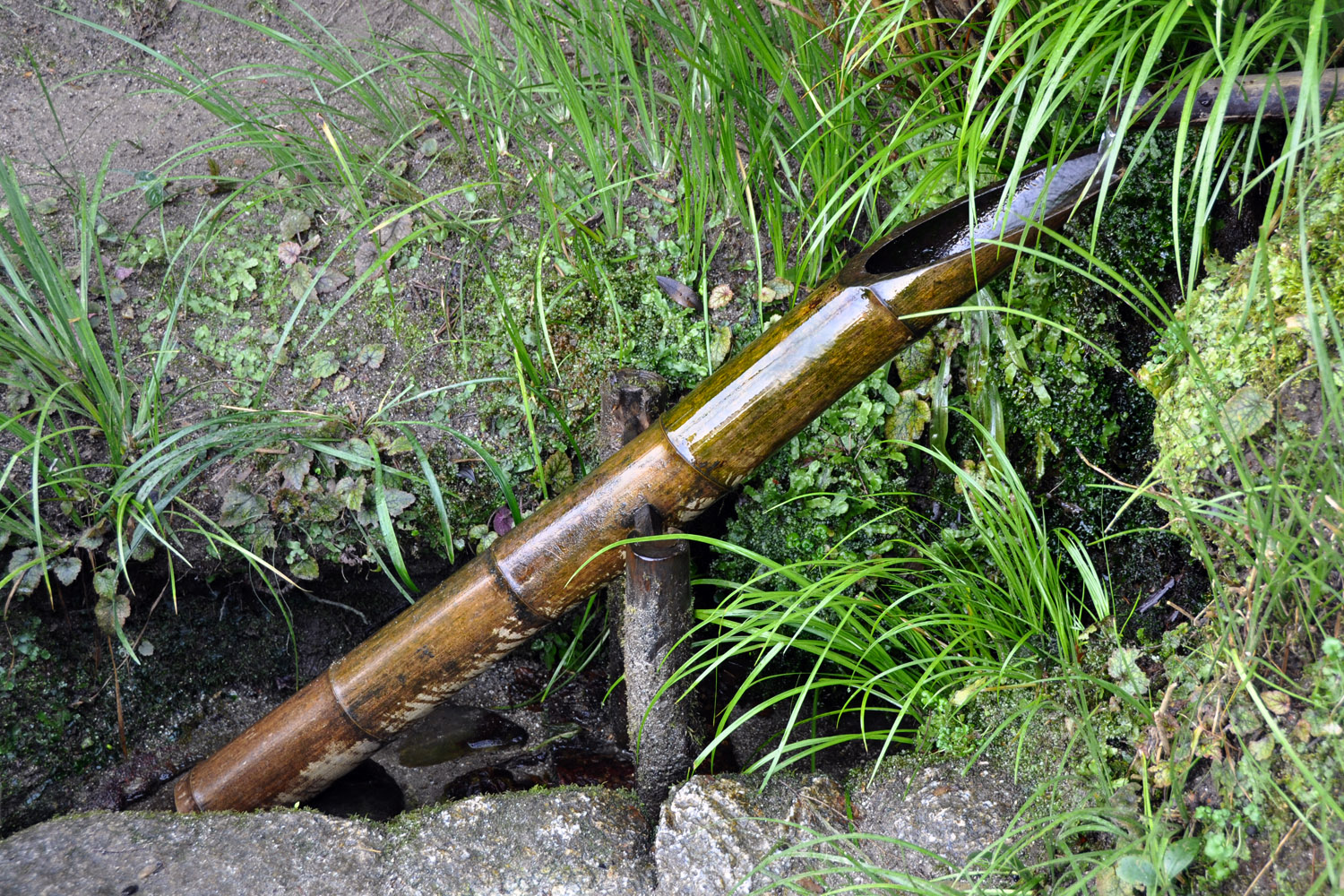
Een shishi-odoshi
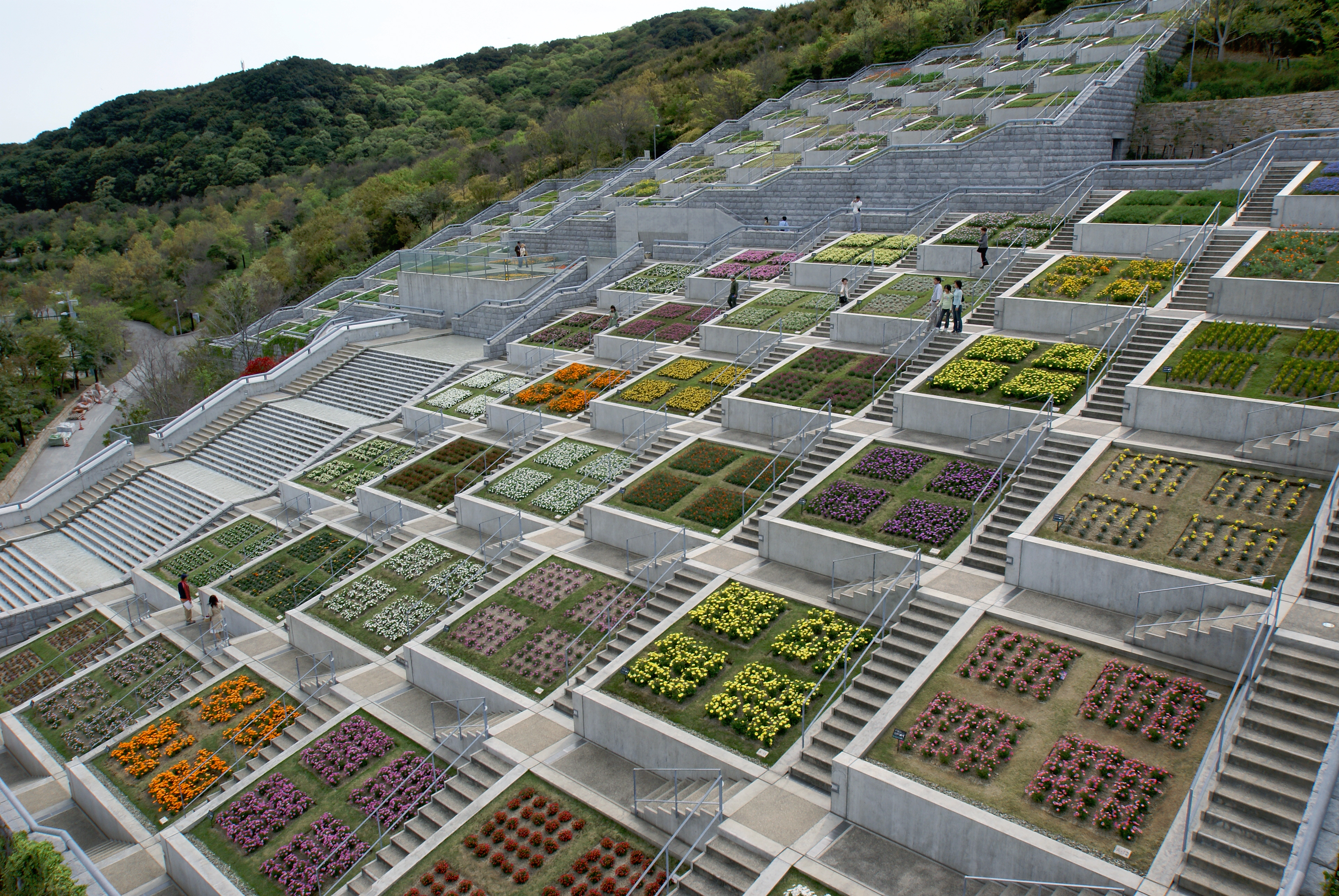
Moderne tuin in het complex Awaji Yumebutai in Awaji.

## Planten
In een Japanse tuin wordt vooral aangeplant:
- Bamboesoorten
- Japanse esdoorn (Acer palmatum)
- varensoorten
- Japanse notenboom (Ginkgo biloba)
- Rododendron, incl. azalea (Rhododendron spp.)
- Kalmia-soorten
- Kornoeljesoorten (Cornus)
- Spirea
- Mossen
- Camellia
- Hosta-soorten
- Winterharde begonia (Begonia grandis)
- Japanse iris (Iris ensata)
- Blauweregen (Wisteria)

## Voorbeelden
In België:
- De Japanse tuin in Hasselt is de grootste in Europa
- In Sint-Niklaas is bij het Waasland Shopping Center een kleine Japanse tuin
- Op het Domein van Chevetogne, gemeente Ciney in de provincie Namen
- In Oostende

In Nederland:
- In het park Clingendael bij Den Haag, in de gemeente Wassenaar[2]
- In de Hortus botanicus Leiden
- In het Amstelpark in Amsterdam
- In DierenPark Amersfoort
- In de Hortus Overzee in Den Helder
- In de Kasteeltuinen Arcen
- In Lelystad bevindt zich de Tsubo-en tuin. Dit is een moderne zen- of karesansui (droge steen)-tuin, die veel gebruikmaakt van vormsnoei.
- In de Entoshof in Rijssen.

In Frankrijk:
- Jardin Albert-Kahn
- Parc Botanique de Haute Bretagne
- Parc oriental de Maulévrier

In de Verenigde Staten:
- Portland Japanese Garden